# Martialis (geslacht)
Martialis is een monotypisch geslacht van mieren uit de onderfamilie van de Martialinae. De enige soort uit dit geslacht, Martialis heureka, is in 2000 ontdekt in het Amazoneregenwoud. De naam 'Martialis' verwijst naar de planeet Mars, omdat de mierensoort zo afwijkend was dat de myrmecologen Stefan P. Cover en Edward Osborne Wilson zeiden "dat hij wel van Mars moest komen". Deze soort is vermoedelijk meer verwant aan oer-mieren dan welke andere soort ook.

## Soort
- M. heureka Rabeling & Verhaagh, 2008